# 戸田氏敏
戸田 氏敏（とだ うじとし、享和2年（1802年） - 嘉永3年9月25日（1850年10月30日））は、江戸時代後期の高家旗本。戸田氏倚の長男。通称は図書。官位は従四位下侍従、加賀守。
文化15年（1818年）5月15日、将軍徳川家斉に御目見する。文政9年（1826年）9月2日、高家見習に就任する。9月3日、従五位下侍従・中務大輔に叙任する。後に従四位下に昇進、土佐守、加賀守に改める。天保6年（1835年）4月10日、父氏倚の隠居により家督を相続する。嘉永3年（1850年）9月25日死去、49歳。
正妻は上杉治広の娘。後妻は本庄道昌の娘。養子氏範（実父土屋彦直）、実子氏貞（戸田氏範養子）らを確認できる。